# مخرمة الإبرة
مخرمة الإبرة هي نوع من المخرمات تُصنع باستخدام إبرة وخيط لربط مئات الغرز الصغيرة لتشكيل المخرمة نفسها.
في أنقى صورها، فإن المعدات والمواد الوحيدة المستخدمة هي الإبرة والخيط والمقص. تعود أصول مخرمة الإبرة إلى القرن السادس عشر في إيطاليا، ويمكن العثور على أصولها في أسلوب التخريم على الكتان المسمى بالشبكية.

## معرض صور

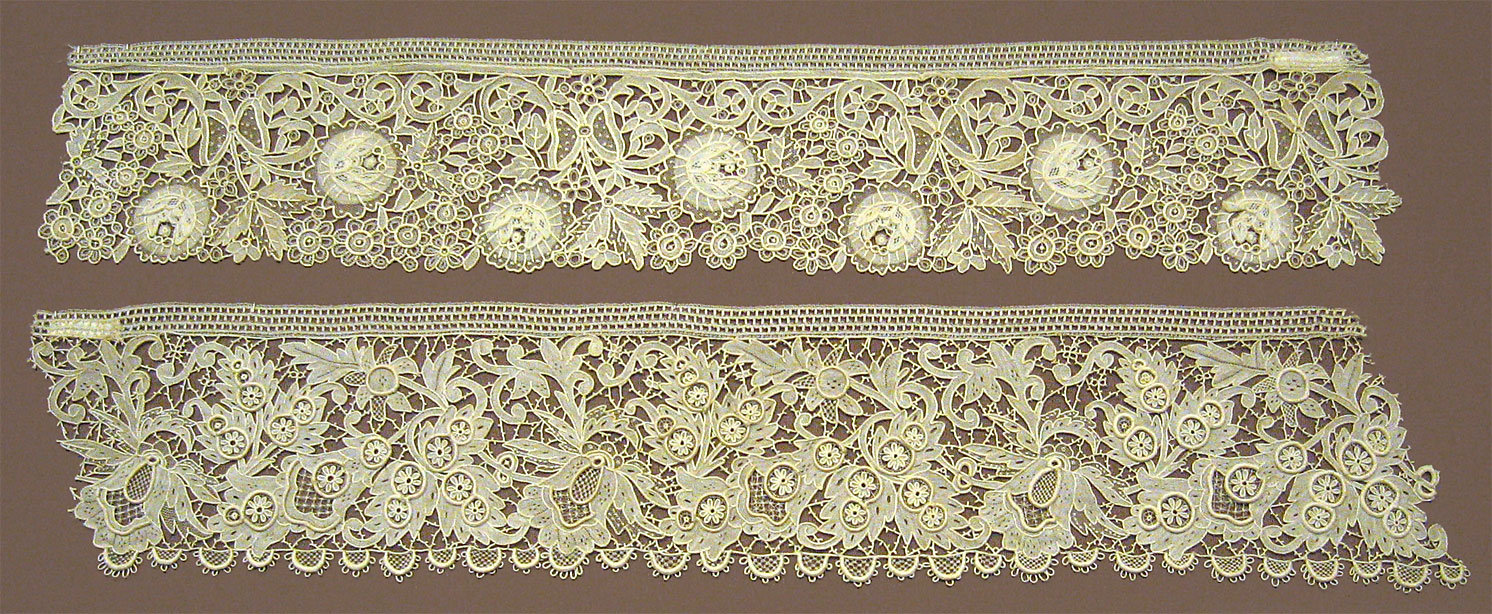
حواف من مخرمة الإبرة من جبال الخام في ألمانيا 1884، يعرض في متحف فكتوريا وألبرت.
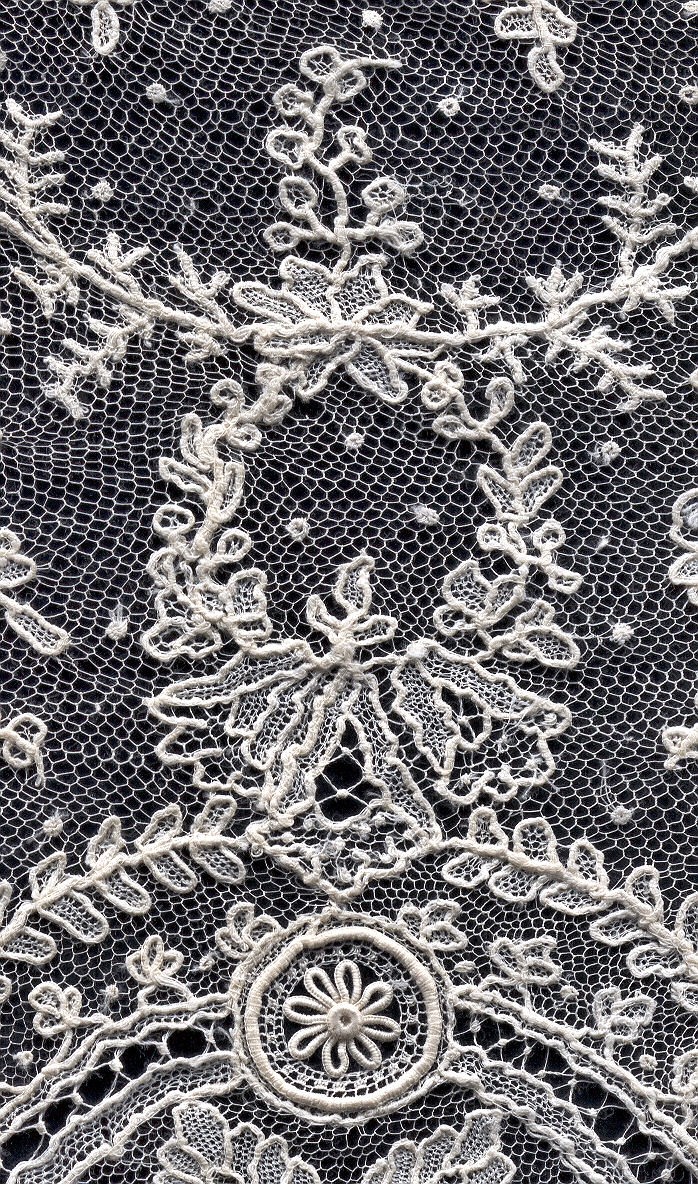
مخرمة الإبرة.

## طالع المزيد
- مخرمة
- مخرمة البكرة

## روابط خارجية
- Kenmare Lace And other forms of Irish Lace
- Needlelace - Lace Identification and Types
- Old Point Lace: How to Copy and Imitate It (1878) by Daisy Waterhouse Hawkins. Chatto and Windus, London.